# Lijst van Brusselse ministers van Gelijke Kansen
Dit is een lijst van ministers van Gelijke Kansen in de Brusselse Hoofdstedelijke Regering.

## Lijst
| Nr. | Minister | Minister               | Partij | Partij   | Begin        | Einde        | Regering(en)          | Bevoegdheid                         |
| --- | -------- | ---------------------- | ------ | -------- | ------------ | ------------ | --------------------- | ----------------------------------- |
| S   |          | Bruno De Lille (1973)  |        | Groen(!) | 16 juli 2009 | 20 juli 2014 | Picqué IV, Vervoort I | Gelijke Kansen/ Gelijkekansenbeleid |
| S   |          | Bianca Debaets (1973)  |        | CD&V     | 20 juli 2014 | 18 juli 2019 | Vervoort II           | Gelijkekansenbeleid                 |
| S   |          | Nawal Ben Hamou (1987) |        | PS       | 18 juli 2019 | heden        | Vervoort III          | Gelijke Kansen                      |